# Ernst Goverts

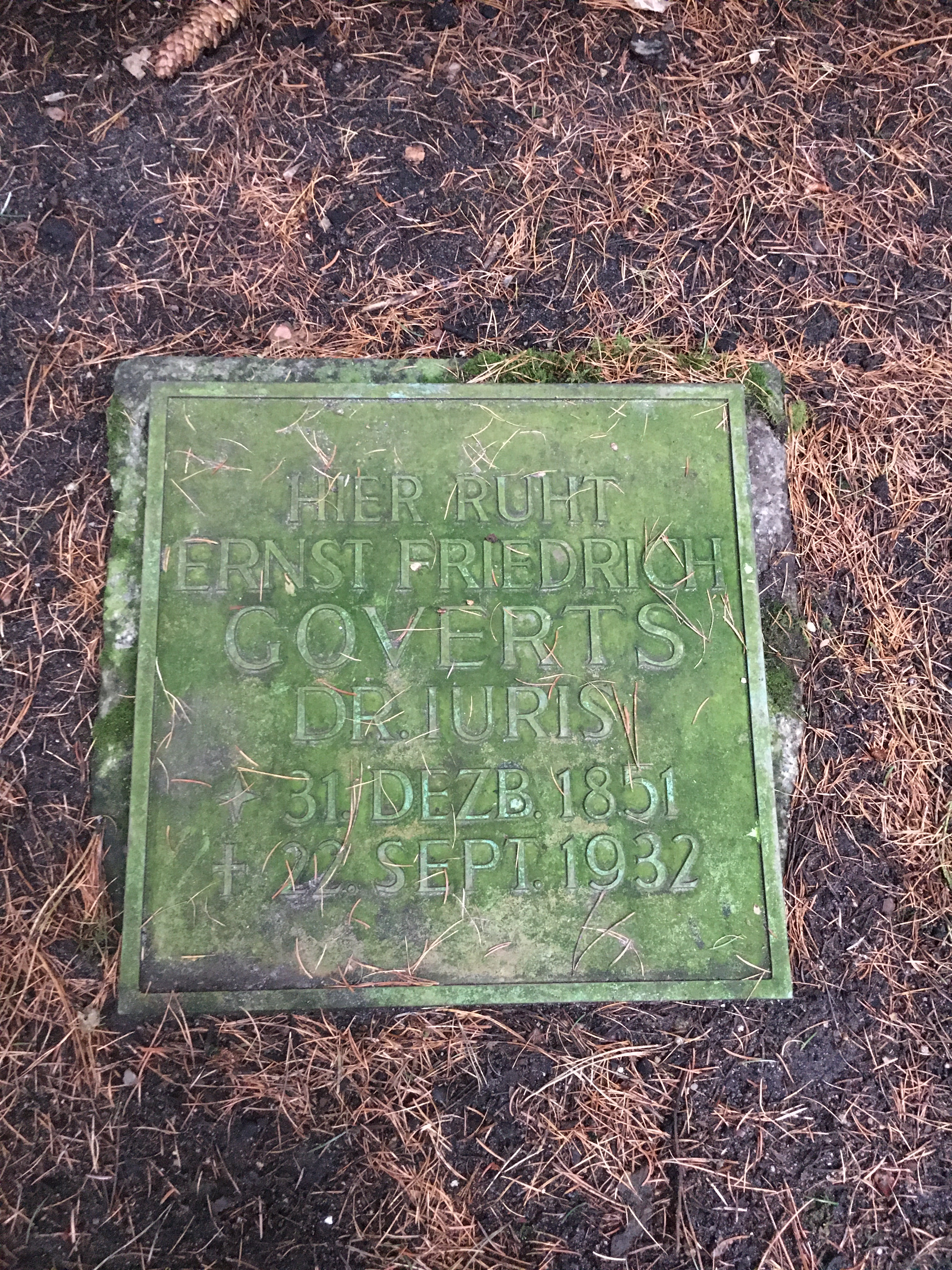
Grabstätte Ernst Friedrich Goverts auf dem Friedhof Ohlsdorf

Ernst Friedrich Goverts (* 31. Dezember 1851 in Hamburg; † 22. September 1932 ebenda) war Richter und Abgeordneter der Hamburger Bürgerschaft.

## Leben
Goverts studierte Rechtswissenschaften in Bonn, Berlin und zuletzt in Leipzig. Er bestand am 16. Dezember 1876 die Advokatur-Prüfung beim Appellationsgericht in Lübeck und wurde anschließend als Advokat in Hamburg zugelassen. Die nächsten 2 Jahre verbrachte er auf Reisen und trat im Januar 1879 eine Stelle als Hilfs-Aktuar beim Handelsgericht an. Im Oktober 1879 wurde er Amtsanwalt. Zum Amtsrichter wurde Goverts am 4. Februar 1881 ernannt, zum Landrichter am 14. Oktober 1889 und am 6. März 1899 zum Direktor am Landgericht.
Goverts war Leutnant der Reserve des Husaren-Regiments „Kaiser Franz Josef von Österreich, König von Ungarn“ (Schleswig-Holsteinisches) Nr. 16. Von 1898 bis 1910 war Goverts Mitglied der Hamburger Bürgerschaft.
Er war verheiratet mit Caroline Marie de Chapeaurouge (* 1858 Akyab), Tochter des Hamburger Senators Charles Ami de Chapeaurouge und hatte mit ihr sieben Kinder. Goverts Schwester Olga war mit einem Sohn von Bürgermeister Heinrich Kellinghusen verheiratet. Seine letzte Ruhestätte fand Ernst Goverts in der Familiengrabstätte auf dem Friedhof Ohlsdorf im Planquadrat S 25. 